# Fritz Pontini

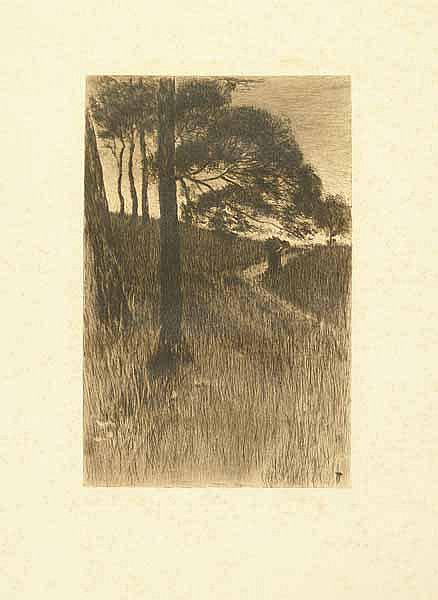
Kiefern auf einer Wiese

Friedrich „Fritz“ Pontini (* 6. Juni 1874 in Wien; † 22. Juni 1912 ebenda) war ein österreichischer Radierer und Maler. 
Die Pontinis waren eine wohlhabende Familie der Franzensbader Hoteliers. Friedrich Pontinis Vater war Schriftsteller. 
Pontini besuchte zuerst die Malschule von Adalbert (Vojtěch) Brechler. Er studierte dann von 1892 bis 1901 an der Akademie der Bildenden Künste Wien Malerei bei Franz Rumpler und Grafik bei Arthur William Unger. Im Studienjahr 1898/99 erhielt er den Gundel-Preis, 1899/1900 den Spezialschulpreis und 1901/02 die goldene Füger-Medaille.
Pontini heiratete in Wien und blieb dort tätig. Er beschäftigte sich hauptsächlich mit Radierungen, auch in Farbe, mit Genremotiven. Oft besuchte er Franzensbad. Seit 1908 war er Mitglied des Wiener Künstlerhauses.
Nach dem Freitod seiner Ehefrau erschoss sich Pontini in seinem Atelier.